# Kollpaniinae
Kollpaninae es una subfamilia de condilartros endémicos de la localidad de Tiupampa, Bolivia, en el Paleoceno temprano. Representan el grupo más abundante de mamíferos euterios dicha localidad. Se conocen por abundantes fragmentos de mandíbulas y maxilares. También se han encontrado huesos del tarso que podrían ser de estos animales. Su fórmula dentaria se conoce parcialmente, I?/3, C?/1, P?/4, M3/3. Presentan molares bunodontes de coronas bajas (braquiodontes). Están representados por 5 géneros y 7 especies del Tiupampense, todos de pequeño tamaño, similar al de un rata.